# غرانفيل أندرسون
غرانفيل أندرسون هو سياسي كندي، ولد في 1960 في جامايكا. حزبياً، نشط في الحزب الليبرالي في أونتاريو ‏. وقد انتخب عضو برلمان مقاطعة أونتاريو.

## وصلات خارجية
- الموقع الرسمي